# Sainte-Verge
Sainte-Verge är en kommun i departementet Deux-Sèvres i regionen Nouvelle-Aquitaine i västra Frankrike. Kommunen ligger i kantonen Thouars 2e Canton som tillhör arrondissementet Bressuire. År 2022 hade Sainte-Verge 1 404 invånare.

## Befolkningsutveckling
Antalet invånare i kommunen Sainte-Verge
| Referens: INSEE |